# Граббе (дворянский род)
Гра́ббе (нем. , швед. и фин. Grabbe) — российский графский род.

## Происхождение и история рода
Ведёт начало от наказного атамана войска Донского, генерала от кавалерии, генерал-адъютанта Павла Христофоровича, происходившего из старинного финляндского рода (известен с XV века) и 28 октября (10 ноября) 1866 года возведённого в графское достоинство Российской империи.
Род графов Граббе записан в V часть родословной книги Санкт-Петербургской губернии.
Существует дворянская отрасль того же рода, внесённая во II часть родословной книги Саратовской губернии.

## Известные представители
- Граббе, Павел Христофорович (1789—1875) — русский генерал, участник войн с Наполеоном и Кавказских походов.
  - Граббе, Николай Павлович (1832—1896) — генерал-лейтенант.
    - Граббе, Александр Николаевич (1864—1947) — генерал-майор Свиты, с 1901 года — граф Граббе-Никитин.
      - Граббе-Никитин, Георгий Александрович (1894/5—?)
      - Граббе-Никитин, Николай Александрович (1897—?)
      - Граббе-Никитин, Павел Александрович (1902—1999)

    - Граббе, Михаил Николаевич (1868—1942) — генерал-лейтенант.

  - Граббе, Михаил Павлович (1834—1877) — генерал-майор.
    - Граббе, Дмитрий Михайлович (1874—1927) — полковник Кавалергардского полка.
    - Граббе, Павел Михайлович (1875—1943) — офицер Кавалергардского полка, Звенигородский уездный предводитель дворянства.
      - Григорий (в миру Георгий (Юрий) Павлович Граббе; 1902—1995) — епископ РПЦЗ.
        - Антоний (в миру Алексей Георгиевич Граббе; 1926—2005) — епископ Российской православной автономной церкви.

  - Граббе, Александр Павлович (1838—1863) — штабс-ротмистр, участник Кавказских походов и действий против польских повстанцев.

## Графы Граббе-Никитины
Высочайше утверждённым 4 (17) января 1901 года мнением Государственного совета подъесаулу графу Александру Николаевичу Граббе было дозволено присоединить к своей фамилии и гербу фамилию и герб его прадеда графа А. П. Никитина и именоваться графом Граббе-Никитиным.